# Bradley (Dacota do Sul)
Bradley é uma cidade  localizada no estado norte-americano de Dacota do Sul, no Condado de Clark.

## Demografia
Segundo o censo norte-americano de 2000, a sua população era de 112 habitantes. 
Em 2006, foi estimada uma população de 98, um decréscimo de 14 (-12.5%).

## Geografia
De acordo com o United States Census Bureau tem uma área de 
0,6 km², dos quais 0,6 km² cobertos por terra e 0,0 km² cobertos por água.

## Localidades na vizinhança
O diagrama seguinte representa as localidades num raio de 24 km ao redor de Bradley. 